# Championnat de Suède de hockey sur glace junior
Pour les articles homonymes, voir J20.
Le J20 Superelit est le meilleur niveau de hockey sur glace junior en Suède. Les équipes professionnelles envoient leur équipe des moins de 20 ans dans cette ligue.

## Équipes[1]
- AIK IF U20
- IF Björklöven U20
- Brynäs IF U20
- Djurgårdens IF U20
- Frölunda HC U20
- Huddinge IK U20
- HV 71 U20
- Leksands IF U20
- Linköpings HC U20
- Luleå HF U20
- Malmö Redhawks U20
- MODO Hockey U20
- Mora IK U20
- Rögle BK U20
- Skellefteå AIK U20
- Södertälje SK U20
- Timrå IK U20
- Tingsryds AIF U20
- IF Troja-Ljungby U20
- Västerås IK U20